# 冠冕眶灯鱼
冠冕眶灯鱼（学名：Diaphus diademophilus）为輻鰭魚綱燈籠魚目灯笼鱼科眶灯鱼属的鱼类，俗名多耙眶灯鱼。分布于太平洋、印度洋以及南海等海域，主要栖息于热带和亚热带海域，為深海魚類，深度0-1080公尺。

## 扩展阅读
維基物種上的相關：冠冕眶灯鱼